# Pinto Bandeira
Pinto Bandeira egy község (município) Brazíliában, Rio Grande do Sul államban, a Gaúcho-hegység (Serra Gaúcha) vidékén. 2021-ben becsült népessége 3068 fő volt.

## Története
Az amerikai kontinensre irányuló 19. századi európai migráció a kor társadalmi, politikai és gazdasági átalakulásainak volt köszönhető. Az 1870-es években történő olasz bevándorlást az ipari forradalom miatti magas adók és munkanélküliség váltotta ki; a nagyrészt lakatlan Rio Grande do Sulban viszont nem ütköztek ilyen problémába. A mai Pinto Bandeira területére 1876-ban érkeztek az első katolikus olaszok, és megkezdték az erdőirtást, építkezést, és a föld művelését. 1880-ig több más csoport is érkezett, és kialakultak a Linha Silva Pinto, Linha Jansen, Linha Jacinto településmagok.
A település kezdeti Silva Pinto neve Antonio Innocencio da Silva Pinto mérnökre utalt, aki kimérte a földeket. 1902-ben átnevezték Nova Pompeiára (Új Pompei). 1910-ben postahivatal, 1913-ban telefonvonal létesült; ugyanebben az évben Bento Gonçalves kerületévé nyilvánították. 1915-ben felavatták a templomot, 1922-ben bevezették a villanyt, 1936-ban közlekedési útvonal létesült Nova Pompeia és Bento Gonçalves között. Gazdasága szerteágazott: bőrműves és asztalos műhelyek, malmok, vágóhíd, sajtüzem, borászat, kereskedelem. 1938-ban a Vargas-diktatúra elrendelte az olasz, német eredetű nevek eltörlését, így Nova Pompeiát átnevezték Pinto Bandeirára Rafael Pinto Bandeira 18. századi portugál katona tiszteletére. A településen csak a portugál nyelvet volt szabad használni; aki olaszul beszélt, azt letartóztatták.
A hegyi település még a 20. század közepén is igen elmaradott volt; tífusz- és egyéb járványok dúltak. A csatornázást, közvilágítást, házszámozást csak az 1970-es években vezették be, és ugyanekkor burkolták a főutcát. A település környékén levő házakat fogadókként használták, mivel a rossz utak miatt a közeli farmok lakói nem tudták egy nap alatt megtenni az oda-vissza utat; ezekből idővel szállodák lettek, ahova a környék szépségei által vonzott nyaralók érkeztek, Pinto Bandeira pedig népszerű üdülőhellyé vált.
1999-ben Pinto Bandeira függetlenedett Bento Gonçalvestől és 2001-ben önálló községgé alakult, azonban 2003-ban a Szövetségi Legfelsőbb Bíróság (Supremo Tribunal Federal) döntése értelmében visszakerült Bento Gonçalveshez. 2010-ben a kerület visszanyerte politikai autonómiáját és 2013-ban ismét községgé alakult.

## Leírása
Székhelye Pinto Bandeira, további kerületei nincsenek. A község a Burati és az Antas folyók völgye között helyezkedik el, tengerszint feletti magassága 150 és 800 méter között váltakozik. Éghajlata szubtrópusi, jól meghatározott évszakokkal. Területén megtalálhatóak mind az erdők, mind a mezőgazdasági kultúrák; fő terményei a szőlő (2017-ben 21 ezer tonna), őszibarack (16 ezer tonna), szilva, datolyaszilva, citrusfélék.